# IC 4260
IC 4260 је спирална галаксија у сазвјежђу Хидра која се налази на листи објеката дубоког неба у Индекс каталогу.
Деклинација објекта је - 28° 15' 58" а ректасцензија 13h 29m 40,4s. Привидна величина (магнитуда) објекта IC 4260 износи 14,8 а фотографска магнитуда 15,6. IC 4260 је још познат и под ознакама ESO 444-52, PGC 47374.